# Lista de prefeitos de Amparo
Esta é a lista de prefeitos e vice-prefeitos do município de Amparo, estado brasileiro de São Paulo.
É mencionado no site Os Amparenses, datado de setembro de 1905, que um projeto de reorganização municipal, em seu art. 5º, cria o cargo de prefeito.
| Nº | Nome                                              | Partido                                          | Vice-prefeito                                   | Início do mandato       | Fim do mandato          | Observações                                           |
| 1  | Dr. Bento José de Sousa                           | Partido Republicano Paulista PRP                 | —                                               | 12 de março de 1890     | 23 de janeiro de 1892   | Presidente do Conselho de Intendência                 |
| 2  | José Joaquim Franco da Rocha                      | Partido Republicano Paulista PRP                 | —                                               | 24 de janeiro de 1892   | 24 de junho de 1894     | Intendente                                            |
| 3  | Major Pedro José Pastana                          | Partido Republicano Paulista PRP                 | —                                               | 25 de junho de 1894     | 20 de setembro de 1895  | Intendente                                            |
| 4  | José Joaquim Franco da Rocha                      | Partido Republicano Paulista PRP                 | —                                               | 21 de setembro de 1895  | 14 de outubro de 1896   | Intendente                                            |
| 5  | Dr. José Leite de Souza                           | Partido Republicano Paulista PRP                 | —                                               | 15 de outubro de 1896   | 17 de outubro de 1897   | Intendente                                            |
| 6  | Damásio Pires Pimentel                            | Partido Republicano Paulista PRP                 | —                                               | 18 de outubro de 1897   | 19 de fevereiro de 1899 | Intendente                                            |
| 7  | Arthur Alves de Godoy                             | Partido Republicano Paulista PRP                 | —                                               | 20 de fevereiro de 1899 | 16 de maio de 1901      | Intendente                                            |
| 8  | Balduíno Camires de Arruda Amaral                 | Partido Republicano Paulista PRP                 | —                                               | 17 de maio de 1901      | 15 de outubro de 1905   | Intendente                                            |
| 9  | Felix Viana                                       | Partido Republicano Paulista PRP                 | —                                               | 16 de outubro de 1905   | 14 de junho de 1912     | Intendente, depois Prefeito                           |
| 10 | Dr. Alcides Penteado                              | Partido Republicano Paulista PRP                 | —                                               | 15 de junho de 1912     | 7 de agosto de 1913     | Prefeito eleito                                       |
| 11 | Dr. Valêncio do Prado                             | Partido Republicano Paulista PRP                 | —                                               | 8 de agosto de 1913     | 25 de fevereiro de 1914 | Prefeito eleito                                       |
| 12 | Major Felício Granato                             | Partido Republicano Paulista PRP                 | —                                               | 26 de fevereiro de 1914 | 2 de março de 1915      | Prefeito eleito                                       |
| 13 | Dr. Rafael Prestes                                | Partido Republicano Paulista PRP                 | —                                               | 3 de março de 1915      | 5 de dezembro de 1916   | Prefeito eleito                                       |
| 14 | Major Antonio da Silva Mello                      | Partido Republicano Paulista PRP                 | —                                               | 6 de dezembro de 1916   | 16 de dezembro de 1917  | Prefeito eleito                                       |
| 15 | Dr. Manoel Ortiz de Siqueira                      | Partido Republicano Paulista PRP                 | —                                               | 17 de dezembro de 1917  | 27 de dezembro de 1918  | Prefeito eleito                                       |
| 16 | Gustavo da Silveira Vasconcellos                  | Partido Republicano Paulista PRP                 | —                                               | 28 de dezembro de 1918  | 24 de maio de 1920      | Prefeito eleito                                       |
| 17 | Dr. Constâncio Cintra                             | Partido Republicano Paulista PRP                 | —                                               | 25 de maio de 1920      | 8 de outubro de 1922    | Prefeito eleito                                       |
| 18 | Dr. Virgílio de Araújo                            | Partido Republicano Paulista PRP                 | —                                               | 9 de outubro de 1922    | 8 de julho de 1926      | Prefeito eleito                                       |
| 19 | José Feliciano de Camargo Júnior                  | Partido Republicano Paulista PRP                 | —                                               | 9 de julho de 1926      | 26 de outubro de 1930   | Prefeito eleito                                       |
| 20 | Dr. Constâncio Cintra                             | Partido Republicano Paulista PRP                 | —                                               | 27 de outubro de 1930   | 17 de dezembro de 1930  | Prefeito eleito                                       |
| 21 | Dr. Plínio Augusto do Amaral                      | Partido Liberal Paulista PLP                     | —                                               | 17 de dezembro de 1930  | 29 de janeiro de 1931   | Prefeito nomeado                                      |
| 22 | Dr. Constâncio Cintra                             | Partido Liberal Paulista PLP                     | —                                               | 29 de janeiro de 1931   | 17 de abril de 1931     | Prefeito nomeado                                      |
| 23 | Dario de Lima Pires                               | Partido Liberal Paulista PLP                     | —                                               | 17 de abril de 1931     | 12 de setembro de 1932  | Prefeito nomeado                                      |
| 24 | Dr. Pedro Luiz Ferreira de Araújo Júnior          | Militar                                          | —                                               | 12 de setembro de 1932  | 20 de abril de 1933     | Prefeito nomeado                                      |
| 25 | Otávio Vasconcellos de Oliveira                   | PLP                                              | —                                               | 20 de abril de 1933     | 20 de abril de 1933     | Prefeito interino                                     |
| 26 | Coronel Alonso Dantas Ferreira                    | Partido Liberal Paulista PLP                     | —                                               | 20 de abril de 1933     | 16 de agosto de 1935    | Prefeito nomeado                                      |
| 27 | Octávio Vasconcellos de Oliveira                  | Partido Liberal Paulista PLP                     | —                                               | 16 de agosto de 1935    | 20 de agosto de 1935    | Prefeito interino                                     |
| 28 | Constâncio Cintra                                 | Partido Republicano Paulista PRP                 | —                                               | 20 de agosto de 1935    | 8 de julho de 1936      | Prefeito nomeado                                      |
| 29 | Carlos Afonso de Lopes Burgos                     | Partido Republicano Paulista PRP                 | —                                               | 8 de julho de 1936      | 27 de julho de 1936     | Prefeito eleito indiretamente                         |
| 30 | Ovando de Campos                                  | Partido Republicano Paulista PRP                 | —                                               | 27 de julho de 1936     | 7 de maio de 1938       | Prefeito nomeado                                      |
| 31 | Raul de Oliveira Fagundes                         | Partido Popular PP                               | —                                               | 7 de maio de 1938       | 16 de julho de 1941     | Prefeito nomeado                                      |
| 32 | Homero Pimentel                                   | Partido Popular PP                               | —                                               | 16 de julho de 1941     | 29 de julho de 1944     | Prefeito nomeado                                      |
| 33 | Horacílio de Souza Araújo                         | Partido Popular PP                               | —                                               | 29 de julho de 1944     | 20 de julho de 1947     | Prefeito nomeado                                      |
| 34 | Raul de Oliveira Fagundes                         | Partido Social Progressista PSP                  | —                                               | 20 de julho de 1947     | 31 de julho de 1953     | Prefeito nomeado                                      |
| 35 | Roberto Pastana Câmara                            | Partido Social Democrático PSD                   | —                                               | 31 de julho de 1953     | 5 de fevereiro de 1955  | Prefeito nomeado                                      |
| 36 | Aristides Fabrini                                 | Partido Democrata Cristão PDC                    | —                                               | 5 de fevereiro de 1955  | 6 de abril de 1956      | Prefeito nomeado                                      |
| 37 | Engº José Peccinini Petri                         | Partido Democrata Cristão PDC                    | —                                               | 6 de abril de 1956      | 14 de maio de 1957      | Prefeito nomeado                                      |
| 38 | Walter Zelante de Godoy                           | Partido Trabalhista Nacional PTN                 | —                                               | 14 de maio de 1957      | 12 de novembro de 1958  | Prefeito nomeado                                      |
| 39 | Raul de Oliveira Fagundes (08.04.1897–17.01.1977) | Partido Social Progressista PSP                  |                                                 | 12 de novembro de 1958  | 12 de novembro de 1962  | Prefeito eleito                                       |
| 40 | Antonio Andreta                                   | Partido Social Democrático PSD                   | João Batista de Campos Cintra                   | 12 de novembro de 1962  | 1º de dezembro de 1966  | Prefeito e vice eleitos em sufrágio universal         |
| 41 | João Batista de Campos Cintra                     | Aliança Renovadora Nacional ARENA                | Adib Feres Sad                                  | 1º de dezembro de 1966  | 9 de julho de 1975      | Prefeito eleito, depois nomeado                       |
| 42 | Carlos Piffer                                     | Aliança Renovadora Nacional ARENA                |                                                 | 9 de julho de 1975      | 10 de junho de 1979     | Prefeito nomeado                                      |
| 43 | Clésio Moreira Paiva Vidual                       | Aliança Renovadora Nacional ARENA                |                                                 | 10 de junho de 1979     | 1º de fevereiro de 1983 | Prefeito e vice eleitos em sufrágio universal         |
| 44 | José Carlos de Oliveira                           | Partido do Movimento Democrático Brasileiro PMDB |                                                 | 1º de fevereiro de 1983 | 31 de dezembro de 1988  | Prefeito e vice eleitos em sufrágio universal         |
| 45 | Carlos Piffer                                     | Partido Democrático Social PDS                   | Antônio Casalini                                | 1º de janeiro de 1989   | 31 de dezembro de 1992  | Prefeito e vice eleitos em sufrágio universal         |
| 46 | João Batista de Campos Cintra                     | Partido Democrata Cristão PDC                    |                                                 | 1º de janeiro de 1993   | 31 de dezembro de 1996  | Prefeito e vice eleitos em sufrágio universal         |
| 47 | Carlos Piffer                                     | Partido Progressista Brasileiro PPB              | José Tadeu de Campos Nóbrega                    | 1º de janeiro de 1997   | 31 de dezembro de 2000  | Prefeito e vice eleitos em sufrágio universal         |
| 48 | César José Bonjuani Pagan                         | Partido dos Trabalhadores PT                     | Maria Ligia Postali (PT)                        | 1º de janeiro de 2001   | 31 de dezembro de 2004  | Prefeito e vice eleitos em sufrágio universal         |
| 48 | César José Bonjuani Pagan                         | Partido dos Trabalhadores PT                     | Luis Fernando Lopes Borim (PT)                  | 1º de janeiro de 2005   | 31 de dezembro de 2008  | Prefeito reeleito                                     |
| 49 | Paulo Turato Miotta                               | Partido dos Trabalhadores PT                     | Anna Luzia de Castro (PT)                       | 1º de janeiro de 2009   | 31 de dezembro de 2012  | Prefeito e vice eleitos em sufrágio universal         |
| 50 | Luiz Oscar Vitale Jacob                           | Partido da Social Democracia Brasileira PSDB     | Celso Manzolli (PMDB)                           | 1º de janeiro de 2013   | 31 de dezembro de 2016  | Prefeito e vice eleitos em sufrágio universal         |
| 50 | Luiz Oscar Vitale Jacob                           | Partido da Social Democracia Brasileira PSDB     | José Ivo Vilas Boas, Biro Biro (PSDB)           | 1º de janeiro de 2017   | 31 de dezembro de 2020  | Prefeito reeleito e vice eleito em sufrágio universal |
| 51 | Carlos Alberto Martins                            | Movimento Democrático Brasileiro MDB             | Gilberto Piassa (PMDB) até 2023 (PSD) após 2023 | 1º de janeiro de 2021   | 31 de dezembro de 2024  | Prefeito e vice eleitos em sufrágio universal         |
| 51 | Carlos Alberto Martins                            | Movimento Democrático Brasileiro MDB             | Gilberto Piassa (PMDB) até 2023 (PSD) após 2023 | 1º de janeiro de 2025   | Atual                   | Prefeito e vice reeleitos em sufrágio universal       |

- Obs.: O prefeito Constâncio Cintra licenciou-se para tratamento de saúde em 01.06.1935, passando o cargo para o secretário da Prefeitura Octávio Vasconcellos de Oliveira. Em 21.06.1935, o Conselho Consultivo nomeou interinamente o sr. Horacílio de Souza Araújo, que governou até 01.08.1935.
- Carlos Afonso Burgos renunciou ao cargo em 15.07.1936.  Assumiu interinamente a prefeitura Octávio Vasconcelos de Oliveira
- Aristides Fabrini licenciou-se por duas vezes durante sua gestão, assumindo o Diretor Administrativo Antonio Moreira de Paiva Vidual.